# Parada São Bento
A Parada São Bento é uma das estações do VLT Carioca, situada no Rio de Janeiro, entre a Parada dos Museus e a Parada Candelária. Faz parte da Linha 1.
Foi inaugurada em 5 de junho de 2016. Localiza-se no cruzamento da avenida Rio Branco com a rua Mairink Veiga. Atende o bairro do Centro.